# کهناب بالا (بشاگرد)
کهناب بالا، روستایی در دهستان گوهران بخش گوهران شهرستان بشاگرد در استان هرمزگان ایران است.

## جمعیت
بر پایه سرشماری عمومی نفوس و مسکن در سال ۱۳۹۵، جمعیت این روستا برابر با ۱۸۵ نفر (۴۹ خانوار) بوده‌است.